# لويجي
لويجي (بالإنجليزية: Luigi ؛ باليابانية: ルイージ ، روإيجي) هو شخصية خيالية من سلسلة ألعاب فيديو «سوبر ماريو» من إنتاج نينتندو. يتعاون مع أخيه التوأم ماريو في بعض من مغامراته وكما انه دائماً خائف من الاشباح.

## ماريو بروس

أول عرض لشخصية لويجي مشابهة لشخصية ماريو

أول ظهور للويجي كان في لعبة ماريو بروس، حيث كان مجرد لاعب بديل لماريو مع نفس الضوابط والقدرات لا توجد فروق أخرى في المظهر الجسدي. في اللعبة يتم تصوير لويجي وماريو مثل السباكين، الذين يحاولون تخليص المجاري حيث أنهم يحاربون السلحفاة، فريز، والعديد من المخلوقات الوحشية الأخرى.